# 헤즈
홍의진(洪宜珍, 1996년 10월 8일 ~ )은 대한민국의 과거 걸 그룹 소나무에서 서브보컬과 메인댄서를 맡았었다.
2017년 10월 28일 KBS 2TV 《아이돌 리부팅 프로젝트 더 유닛》에 참가하여 여자부 1위를 차지하면서, 프로젝트 걸 그룹 유니티의 멤버로 활동 중이다. 아이돌 리부팅 프로젝트 더 유닛에 출전하기 위한 오디션에서 4부트를 받았으며 부트 서열은 슈퍼 부트가 가장 높고 6, 5, 4, 3, 2, 1 부트 순서대로 높다. 0 부트는 탈락이지만 그 중에서 패자부활전을 통해 참가가 가능하다. 초반에는 4위였고 슈퍼 부트 출신의 양지원이 1위였다. 그러나 양지원이 1위를 유지하지 못하면서 의진이 1위를 차지했고 그 이후 계속 1위를 유지하며 결국 여자부 우승을 차지했다.
2022년 TS엔터테인먼트가 폐업하면서 소나무가 자동으로 해체되자 멜로우엔터테인먼트에 입사했으며 헤즈(Hezz)라는 예명으로 솔로 가수로 데뷔했다.

## 출연 작품
- 2015년 바흐를 꿈꾸며 언제나 칸타레2 - 비올라 단원
- 2017년 KBS 2TV 아이돌 리부팅 프로젝트 더 유닛
- 2018년 KBS 2TV 불후의 명곡 - 전설을 노래하다
- 2020년 MBC 복면가왕 - 나 안찍으면 3대가 망한다 홍동백서 (참가자로 출연)
- 2022년 TV조선 국가가 부른다

## 학력
- 유안초등학교 (졸업)
- 관악중학교 (졸업)
- 서울공연예술고등학교 방송연예과 (졸업)
- 전주대학교 기독교학 (재학)

## 기타
- 1남 2녀 중 막내이며 언니 홍의정은 광주시립교향악단에서 제2바이올린 상임차석단원으로 활동 중이다.